# Берников, Руслан Вячеславович
Руслан Вячеславович Берников (род. 4 декабря 1977, Домодедово, Московская область) — российский хоккеист, нападающий. Мастер спорта России.

## Биография
Воспитанник московского «Динамо», тренеры Евгений Котлов, Юрий Юрченко. В сезонах 1993/94 — 1996/97 выступал за «Динамо-2», в сезоне 1996/97 провёл два матча за «Динамо» в РХЛ. Выступал за команды «Динамо-Энергия» Екатеринбург (1997/98), ЦСКА (1998/99), «Динамо» Москва (1998/99, 1999/2000), Крылья Советов (1998/99, 2002/03, 2009/10, 2010/11), «Северсталь» (1998/99, 2004/05), ТХК (1999/2000), «Амур» Хабаровск (1999/2000 — 2001/02, 2009/10), «Лада» Тольятти (2003/03), «Ак Барс» Казань (2005/06), «Химик» Мытищи (2005/06), «Салават Юлаев» (2006/07), «Сибирь» (2007/08), «Нефтехимик» (2007/08 — 2008/09), «Витязь» Чехов (2008/09), «Газовик» Тюмень (2009/10), «Торпедо» НН (2010/11), «Казцинк-Торпедо» (Казахстан, 2011/12), «Буран» Воронеж (2012/13 — 2013/14), «Сахалин» (2014/15 — 2016/17), «Анян Халла» (Южная Корея, 2017/18).
На драфте НХЛ 2000 года был выбран в 5-м раунде под общим 139-м номером клубом «Даллас Старз».
Провел 4 матча за сборную России и 4 матча за юниорскую сборную России.
Победитель Шведских хоккейных игр (2003). Чемпион Азиатской лиги (2018). Лучший снайпер Азиатской лиги (2017). Включён в символическую сборную Азиатской лиги (2015, 2017).
Окончил РАНХиГС.
Детский тренер в клубе «Морские львы» (Москва, 2018/19), академии «Динамо» (Москва, 2019/20). Директор и главный тренер московского филиала Бутово академии «Авангард» Омск (2022—2022). Специалист отдела внедрения НППХ «Красная машина» в ФХР (2021—2023). Директор хоккейной академии им. Касатонова (с 2023). Основатель и главный тренер хоккейной школы «Цель» (Москва).
Сын Даниил (род. 2003) — хоккеист.